# اوچکو (انکش)
اوچکو (به اسپانیایی: Uchku) یک کوه در پرو است که در Peru, Ancash Region واقع شده‌است. اوچکو ۴٬۶۰۰ متر بالاتر از سطح دریا واقع شده‌است.